# Stadion Matije Gubca
Stadion Matije Gubca je stadion v Krškem in je matični stadion Nogometnega kluba Krško. Stadion ima 1.470 pokritih sedežev in 8.000 stojišč, ter sprejme skupaj okoli 10.000 gledalcev. Na njem se vozijo tudi motociklistične dirke spidveja in je sedež domačega kluba AMD Krško.

## Galerija
- Pogled na stadion iz Gubčeve ulice
- Tribuna Stadiona